# Jiangxia (Wuhan)
Jiangxia (chiń. upr. 江夏区; chiń. trad. 江夏區; pinyin Jiāngxià Qū) – dzielnica w południowej części miasta Wuhan w prowincji Hubei w Chińskiej Republice Ludowej. Według danych z 2011 roku, liczba mieszkańców dzielnicy wynosiła 585480.